# Love City Groove
Love City Groove war eine kurzlebige britische R&B-Band der 1990er Jahre. Die Mitglieder waren Stephen Rudden, Jay Williams, Yinka Charles und Paul Hardy.

## Leben und Wirken
Die ein Jahr zuvor von dem Musikproduzenten Stephen „Beanz“ Rudden gegründete Band war Gewinner der britischen Vorauswahl 1995 und durfte daher beim Eurovision Song Contest 1995 für das Vereinigte Königreich antreten. Mit dem Pop-Rap Love City Groove erreichten sie den zehnten Platz. In den UK-Charts ging der Titel auf Platz sieben. Drei weitere Singles sowie das Debütalbum Hard Times konnten nur noch wenig Erfolge einheimsen und die Gruppe löste sich auf.